# Dávid Teréz (rajzfilmrendező)
Dávid Teréz (Amerikában Tissa David) (Kolozsvár, 1921. január 5. – New York, 2012. augusztus 21.) magyar származású amerikai rajzfilmkészítő. Édesapja Dávid Lajos gyógyszerész, testvére Dávid Katalin művészettörténész.

## Életpályája
A budapesti Képzőművészeti Főiskolán festőnek tanult, de 1938-ban Walt Disney Hófehérke című rajzfilmje hatására elhatározta, hogy rajzfilmkészítő lesz. Valker Istvánnal kezdett dolgozni  első munkáján, A molnár, a fia meg a szamár című rajzfilmen. A második világháború után Macskássy Gyula stábjába került, ahol Kozelka Kálmánnal és Mocsáry Idával közösen megalapították a Trükkfilm Munkaközösséget. Egyik első alkotásuk egy reklámfilm volt 1948-ban. 
1950-ben Párizsba emigrált a festő Reigl Judittal, egyik főiskolás barátnőjével. Itteni első sikere a Bonjour Paris! című egész estés rajzfilm  volt, amelyet a szintén magyar származású Jean Image-zsal (Hajdú Imre) együtt készített. Lotte Reiniger mellett ő volt a második nő, aki egész estés rajzfilmet készített. 
1955-ben New Yorkba költözött, és a világhírű UPA Stúdió munkatársa lett. Grim Natwickkel több száz reklámfilmet készített 1967-ig, Natwick nyugalomba vonulásáig.  
1977-ben részt vett egy klasszikus Broadway-musical, a Raggedy Andy and Ann megfilmesítésében. Ez máig legismertebb munkája. 1986-ban a magyar származású Kozelka–Mocsáry házaspárral közösen készítette el a Mendelssohn Szentivánéji álom című nyitányára komponált animációs eposzt.
Tréfás és csattanós reklámfilmjeivel élete végéig jelen volt az amerikai televíziókban. Az első nő volt, aki ebben a férfias szakmában a világhírnévig vitte.

## Elismerései
- Önálló est a New York-i Museum of Modern Artban 2003-ban
- Golden Award-díj, 2005